# 鹹水龜屬
鹹水龜屬（学名：Callagur）为泽龟科的一个属。

## 下属物种
本属包括以下物种：
- 咸水泥彩龟 Callagur borneoensis